# منطقه آماری پلاگونیا
منطقه آماری پلاگونیا (مقدونی: Пелагониски Регион) یک منطقهٔ مسکونی و آماری است که در مقدونیه شمالی واقع شده‌است. منطقه آماری پلاگونیا ۴٬۷۱۹ کیلومتر مربع مساحت و ۲۲۷٬۹۱۹ نفر جمعیت دارد. این منطقه در پلاگونیا ثرار دارد. این منطقه با یونان و آلبانی هم‌مرز است.

## شهرداری‌ها

نقشه‌ای از شهرداری‌های این منطقه

این منطقه به ۹ شهرداری تقسیم شده‌است:
- شهرداری بیتولا
- دمیر هسار
- شهرداری دولننی
- شهرداری کریووگاشتانی
- شهرداری کروشوو
- شهرداری موگیلا
- شهرداری نواوسی
- شهرداری پریلپ
- رسن